# Tachikawa Ki-17
Il Tachikawa Ki-17 (は キ17?), indicato anche, in base a diversa convenzione, Aereo da addestramento primario per l'Esercito Tipo 95-3 (九五式三型練習機?, Kyugoshiki san-gata renshuki), e al quale venne assegnato dagli alleati il nome in codice Cedar (cedro), fu un aereo da addestramento basico monomotore, biposto e biplano, sviluppato dall'azienda aeronautica giapponese Ishikawajima Hikōki Seisakushō negli anni trenta e prodotto anche con la nuova realtà aziendale con la mutata ragione sociale Tachikawa Hikōki KK.
Destinato ad equipaggiare i reparti da addestramento della Dai-Nippon Teikoku Rikugun Kōkū Hombu, la componente aerea dell'Esercito imperiale giapponese, fu largamente utilizzato nella formazione dei piloti giapponesi che raggiunsero i reparti operativi durante la seconda guerra sino-giapponese e la seconda guerra mondiale rimanendo in servizio fino al 1943.

## Storia del progetto

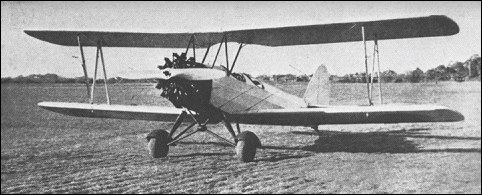
Un Ki-17 fotografato all'incirca nel 1937

Nel 1934 il Kōkū Hombu, l'allora ministero dell'aviazione del Giappone, emise una specifica per la fornitura di un nuovo modello adatto all'addestramento di secondo periodo da destinare ai propri reparti di addestramento e che potesse essere facilmente convertito in un modello adatto anche all'addestramento basico.
A questo scopo venne contattata la Tachikawa, affidando la progettazione e lo sviluppo di un aereo adatto allo scopo al gruppo di lavoro diretto dal capo progettista Ryokichi Endo, il quale elaborò il disegno relativo ad un velivolo dall'impostazione convenzionale, un monomotore biposto, dalla velatura biplana e carrello d'atterraggio fisso che, in base a una diversa motorizzazione, dalla minor potenza da destinare alla versione per la formazione basica dei nuovi piloti, poteva essere utilizzato in entrambi i ruoli richiesti.
Venne quindi avviata la costruzione di tre prototipi, il primo, portato in volo per la prima volta il 7 gennaio 1935 (che prefigurò il successivo Tachikawa Ki-9) equipaggiato con un motore Hitachi Ha-13a, un radiale 9 cilindri raffreddato ad aria da 350 hp (261 kW), seguito da un secondo con identica configurazione ed un terzo, motorizzato con un meno potente Nakajima NZ radiale a 7 cilindri da 112 hp (80 kW). Quest'ultimo risultò gravato da un problema di stabilità in volo dovuto al diverso baricentro e il suo sviluppo venne abbandonato per concentrarsi sull'addestratore intermedio, mentre per quello basico venne avviato un nuovo progetto.
Il nuovo progetto, pur mantenendo l'aspetto generale del precedente, introduceva alcune differenze nella impostazione tecnica. La fusoliera, non più vincolata dalle dimensioni di un motore di grande potenza, presentava diametro inferiore e terminava in un impennaggio completamente ridisegnato, inoltre fu introdotta una velatura, sempre biplana, a scalamento neutro anziché positivo, ovvero con i piani alari posti perpendicolari e non più disassati, con le ali superiore ed inferiore dalla stessa apertura alare entrambe dotate di alettoni. Per la propulsione venne scelto un motore Hitachi Ha-12, un radiale 7 cilindri da 160 hp (112 kW).
La costruzione procedette spedita per rispettare i termini di consegna richiesti dalla specifica ed il prototipo volò per la prima volta nel luglio 1935. Al termine delle prove ufficiali il modello venne accettato dall'Esercito con la designazione ufficiale "Aereo da addestramento basico per l'Esercito Tipo 95-3 Modello A" o, in base a diversa convenzione, Ki-17, e avviato alla produzione.
Dall'esperienza maturata nell'impiego operativo, dopo i primi esemplari realizzati venne introdotta un'ulteriore modifica nella velatura, abbandonando la configurazione ad alettoni superiori ed inferiori mantenendo solo quelli nel piano alare inferiore, soluzione ritenuta necessaria per ovviare all'eccessiva sensibilità nei comandi non idonea al ruolo che era destinato a ricoprire il modello.

## Impiego operativo
Il modello venne introdotto nel 1936 ed utilizzato sia nella Rikugun Kōku Shikan Gakkō, l'accademia aeronautica dell'esercito, che nelle scuole di volo di Kumagaya, Mito, Tachiari e Utsonomiya, dipinto nella tipica livrea color arancio dei modelli da addestramento.

## Utilizzatori
Giappone
- Dai-Nippon Teikoku Rikugun Kōkū Hombu

 Siam
- Kongthap Akat Thai